# Tsukasa Umesaki
Tsukasa Umesaki (jap. 梅崎 司, Umesaki Tsukasa; * 23. Februar 1987 in Isahaya, Präfektur Nagasaki) ist ein ehemaliger japanischer Fußballspieler.

## Karriere

### Verein
Tsukasa Umesaki erlernte das Fußballspielen in den Jugendmannschaften vom Nagasaki FC, dem Kicks FC und Ōita Trinita. Bei Ōita unterschrieb er am 1. Februar 2005 seinen ersten Profivertrag. Der Verein aus Ōita spielte in der ersten japanischen Liga. Das erste Halbjahr 2007 wurde er an den französischen Verein Grenoble Foot aus Grenoble ausgeliehen. 2008 wechselte er zum Erstligisten Urawa Red Diamonds. Hier stand er bis 2017 unter Vertrag. 2014 und 2016 feierte er mit den Reds die Vizemeisterschaft. 2016 gewann er mit dem Verein den J.League Cup. Im Finale besiegte man Gamba Osaka im Elfmeterschießen. 2017 ging er als Sieger im Finale der AFC Champions League vom Platz. Hier setzte man sich gegen den saudi-arabischen Vertreter al-Hilal durch. 2018 unterschrieb er einen Vertrag beim Erstligaaufsteiger Shonan Bellmare. Auch mit Shonan gewann er den J. League Cup. Hier bezwang man im Finale die Yokohama F. Marinos mit 1:0. Im Juli 2021 verpflichtete ihn der ebenfalls in der ersten Liga spielende Ōita Trinita aus Ōita. Am Saisonende 2021 belegte er mitŌita den achtzehnten Tabellenplatz und musste in zweite Liga absteigen. Nach 55 Ligaspielen für Ōita beendete er nach der Saison 2024 seine Karriere als Fußballspieler.

### Nationalmannschaft
2006 absolvierte Tsukasa Umesaki sein einziges Spiel für die japanische Fußballnationalmannschaft.

## Erfolge
Urawa Red Diamonds
- Japanischer Ligapokalsieger: 2016
- AFC-Champions-League-Sieger: 2017

Shonan Bellmare
- Japanischer Ligapokalsieger: 2018